# Instituto de Engenheiros de Rádio
O Instituto de Engenheiros de Rádio (IRE) "Institute of Radio Engineers" foi uma organização profissional que existiu de 1912 até 31 de dezembro de 1962. Em 1 de janeiro de 1963 se fundiu com o Instituto Americano de Engenheiros Eletricistas (AIEE) para formar o Instituto de Engenheiros Eletricistas e Eletrônicos (IEEE).

## Fundação
Após várias tentativas de formar uma organização técnica de profissionais sem fio em 1908-1912 , o Instituto de Engenheiros de Rádio (IRE) foi finalmente estabelecido em 1912 em Nova York. Entre suas organizações fundadoras constam a Sociedade de Engenheiros de Telégrafo Sem Fio (SWTE) "Society of Wireless Telegraph Engineers" e o Instituto sem fio (TWI) "Wireless Institute". Na época, a organização dominante de Engenharia elétrica era o Instituto Americano de Engenheiros Eletricistas (AIEE). Muitos dos membros fundadores da IRE consideravam o AIEE muito conservador e muito focado em energia elétrica. Além disso, os fundadores do IRE procuraram estabelecer uma organização internacional (ao contrário do AIEE "Americano"), e adotou a tradição de eleger estrangeiros para alguns cargos oficiais do IRE.
Na primeira metade do século 20 as comunicações de rádio tem experimentado grande expansão e o crescimento da comunidade profissional de desenvolvedores e operadores de sistemas de rádio necessitaram criar uma padronização, pesquisa e divulgação oficial de novos resultados entre profissionais e pesquisadores. Para atender a essas necessidades, o IRE criou revistas profissionais (principalmente os Anais da IRE "Proceedings of the IRE", criado 1913 e editado durante 41 anos por Alfred Norton Goldsmith); participou ativamente de todos os aspectos de padronização e regulamentação do espectro de frequência, técnicas de modulação, métodos de ensaio e equipamento de rádio; e organizou grupos regionais e profissionais (começando em 1914 e 1948, respectivamente) para a cooperação e o intercâmbio entre os membros. O IRE foi um participante importante no planejamento da Comissão Federal de Rádio (estabelecida em 1927, mais tarde, Comissão Federal de Comunicações), e trabalhou em estreita colaboração com a Associação Nacional de Fabricantes Elétricos National Electrical Manufacturers Association, Associação de Fabricantes de Rádio "Radio Manufacturers Association", Associação dos Fabricantes de Rádio e Televisão "Radio and Television Manufacturers Association", e o Comitê Nacional Sobre Normas de Sistemas de Televisão "National Television System Committees on Standards". O IRE também deu início (em 1914) a um programa de reconhecimento profissional, através do grau de companheirismo no IRE. 

## Fusão
Até o início dos anos 1940 o IRE foi uma organização de engenharia relativamente pequena, mas a crescente importância das comunicações elétricas e o surgimento da disciplina de eletrônica na década de 1940 aumentou o interesse dos praticantes. Estudantes de engenharia elétrica e jovens engenheiros elétricos favoreceram o IRE sobre seu rival mais antigo, o AIEE, e em 1957 o IRE (então com 57 mil membros) foi considerada a maior organização. As negociações sobre a fusão das duas organizações começaram naquele ano, e continuaram até que uma nova organização conjunta, o Instituto de Engenheiros Elétricos e Eletrônicos (IEEE) foi criada em 1963. Várias novas organizações profissionais (como a Companhia de Engenheiros de Transmissão, SBE "Society of Broadcast Engineers") foram fundadas logo depois por membros do IRE e do AIEE que se opuseram à fusão. O primeiro presidente da IRE foi Robert H. Marriott, engenheiro-chefe da Companhia sem fio da América. Outros presidentes notáveis do IRE incluído Irving Langmuir (1923), John H. Morecroft (1924), Lee De Forest (1930), Frederick E. Terman (1941), William R. Hewlett (1954), Ernst Weber (1959, também primeiro presidente da IEEE em 1963) e Patrick E. Haggerty (1962).

## Medalha de Honra
O IRE emitiu a Medalha de Honra IRE anualmente, que hoje é a Medalha de Honra IEEE.